# Obalno rum drvo
Obalno rum drvo (lat. Pimenta racemosa), vrsta korisnog zimzelenog drveta iz Antilske i Južne Amerike. pripada porodici mirtovki. Introducirano je na neke otoke u Oceaniji i u tropsku Afriku
Kora list i plodovi su aromatični.

## Podvrste
1. Pimenta racemosa subsp. occidentalis Urquiola
2. Pimenta racemosa subsp. racemosa
3. Pimenta racemosa var. grisea (Kiaersk.) Fosberg
4. Pimenta racemosa var. hispaniolensis (Urban) Landrum
5. Pimenta racemosa var. ozua (Urban et Ekman) Landrum
6. Pimenta racemosa var. terebinthina (Burret) Landrum

## Vanjske poveznice
|  | Zajednički poslužitelj ima još gradiva o temi Pimenta racemosa |
|  | Wikivrste imaju podatke o taksonu Pimenta racemosa             |